# Abd-an-Nassir (nom)
Abd-an-Nassir (àrab: عبد النصير, ʿAbd an-Naṣīr) és un nom masculí teòfor àrab islàmic que literalment significa ‘Servidor de Qui ajuda’», essent «Qui ajuda» un atribut de Déu. Si bé Abd-an-Nassir és la transcripció normativa en català del nom en àrab clàssic, també se'l pot trobar transcrit Abdul Nasir, ‘Abdul Nasier... normalment per influència de la pronunciació dialectal o seguint altres criteris de transliteració. Com a teòfor, també el duen musulmans no arabòfons que l'han adaptat a les característiques fòniques i gràfiques de la seva llengua.
Cal no confondre aquest nom amb Abd-an-Nàssir, un altre nom de pila àrab masculí.